# Потенціометр

Європейське позначення потенціометра в схемах

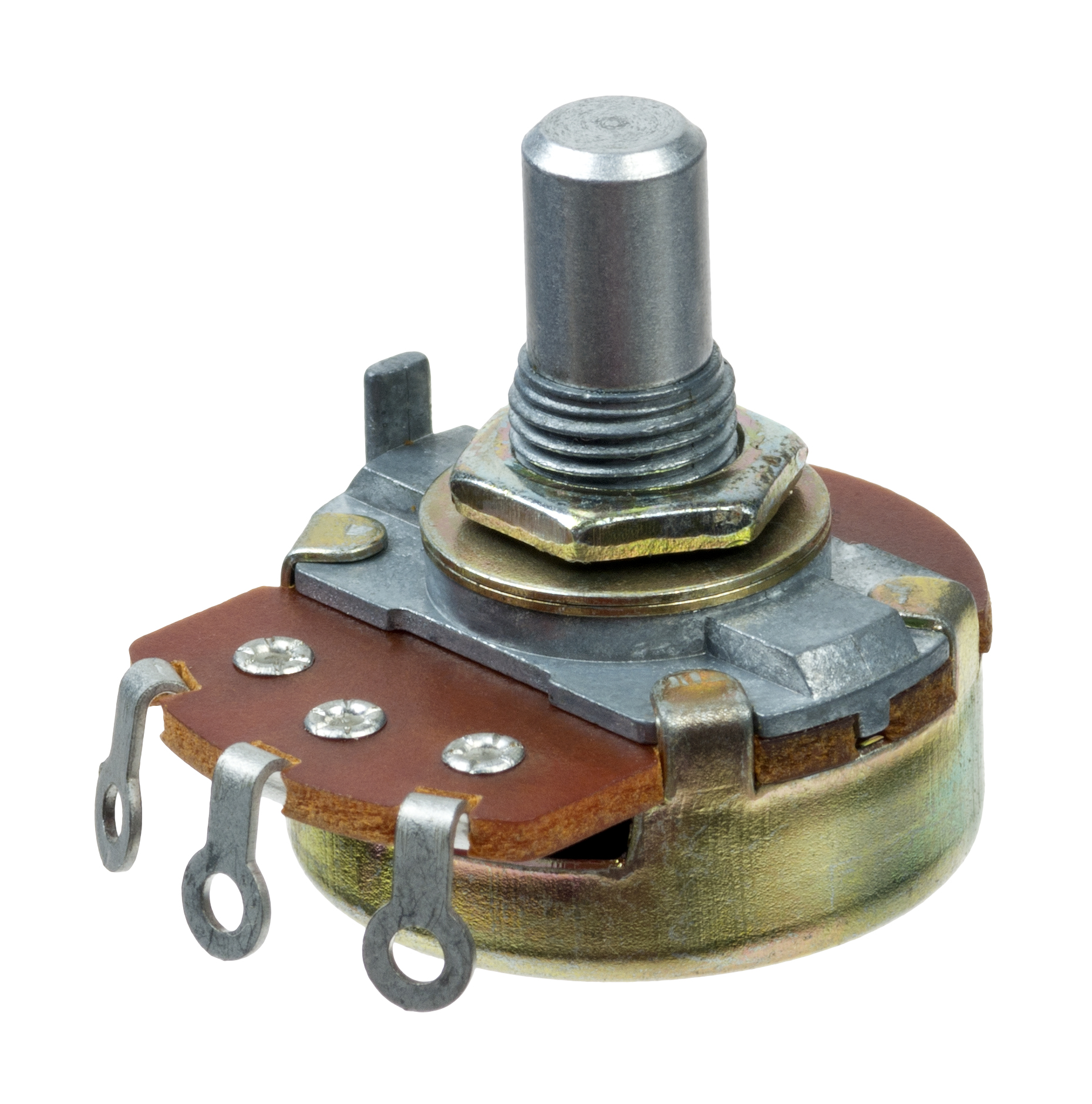
Типовий потенціометр

Потенціо́метр (англ. potentiometer) — змінний резистор із трьома виводами, один із яких рухомий, що використовується, як дільник напруги.
Електричний струм проходить між кінцевими контактами, а потрібна споживачеві напруга знімається з повзунка, положення якого можна механічно змінювати.
Змінний резистор, у якому використовуються лише два виводи, називається реостатом.

## Конструкція

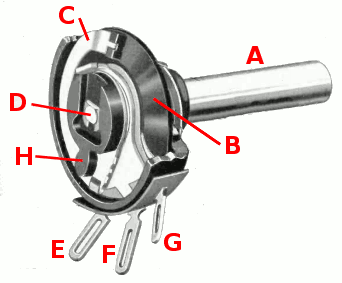
Креслення потенціометра, показуючи деталі: (A) вал, (B) стаціонарний карбоновий елемент, (C) фосфорно-бронзовий контакт, (D) вал, приєднаний до контакту, (E, G) клеми, приєднані до стаціонарного елементу, (F) клема, підключена до контакту. Механічне блокування валу(Н).

Потенціометри складаються з резистивного елемента, ковзного контакту, який рухається уздовж елемента, роблячи хороший електричний контакт з однією його частиною, електричних клем на кожному кінці елемента, механізму, який переміщує контакт з одного кінця на інший, і корпус, який містить елемент і контакт.
Дивіться малюнок. Багато недорогих потенціометрів побудовані з резистивним елементом (В), сформованим у дугу кола, як правило, трохи менше повного витка, і контакту (С), що ковзає на цьому елементі при обертанні. Резистивний елемент може бути плоским або кутовим. Кожен кінець резистивного елемента з'єднаний з клемою (E, G) на корпусі. Контакт підключений до третьої клеми (F), як правило, між двома іншими. На панельних потенціометрах контакт зазвичай є центральною клемою з трьох. Для однооборотних потенціометрів цей контакт зазвичай крутиться лише одним обертом навколо контакту.
Інший тип — лінійний потенціометр, який має контакт, що ковзає по лінійному елементу, а не обертається. Перевагою потенціометра повзуна є те, що положення повзунка дає візуальну вказівку на його встановлення.
Струнний потенціометр — це багатооборотний потенціометр, керований прикріпленою котушкою дроту, що повертається проти пружини, що дозволяє йому перетворювати лінійне положення у змінний опір.
Резистивний елемент недорогих потенціометрів часто виготовляється з графіту. Інші матеріали, що застосовуються, включають в себе резистивний провід, вуглець в пластиці та суміш кераміки / металу, що називається металокераміка. Провідні потенціометри використовують електропровідні полімерні пасти, які містять тверді зносостійкі смоли та полімери, розчинники та мастило, крім вуглецю, що забезпечує електропровідні властивості.
Багатоповерхові потенціометри також керуються обертанням вала, але на кілька оборотів, а не менше, ніж на повний оборот. Деякі багатоповерхові потенціометри мають лінійний резистивний елемент з ковзним контактом; інші мають спіральний резистивний елемент і контакт, який обертається через 10, 20 або більше повних оборотів, рухаючись по спіралі під час обертання. Багатоповерхові потенціометри дозволяють точніше регулювати; обертання на один і той же кут змінює налаштування, як правило, на десяту частину простого поворотного потенціометра.

### Групи потенціометрів
- Лінійні. У них дотримується лінійне співвідношення повороту валу і зміна опору. Цей тип позначається літерою А.

- Логарифмічні. У цих пристроях зміна між поворотом ручки і зміною величини опору обчислюється за логарифмічною функцією. В таких приладах зміна параметра спочатку має високі показники, а потім поступово згасає. Позначається буквою В.

- Експоненціальні. У таких пристроях зміна опору до переміщення контакту з резистивного елемента також вираховується за спеціальною формулою. Відмінністю від попереднього типу є те що зміна параметра опору відбувається в зворотному порядку, тобто спочатку в повільному темпі і далі поступово здійснюється прискорення.

## Застосування
Потенціометр можна застосовувати як:
- давач;
- підлаштовний пристрій;
- дільник напруги.

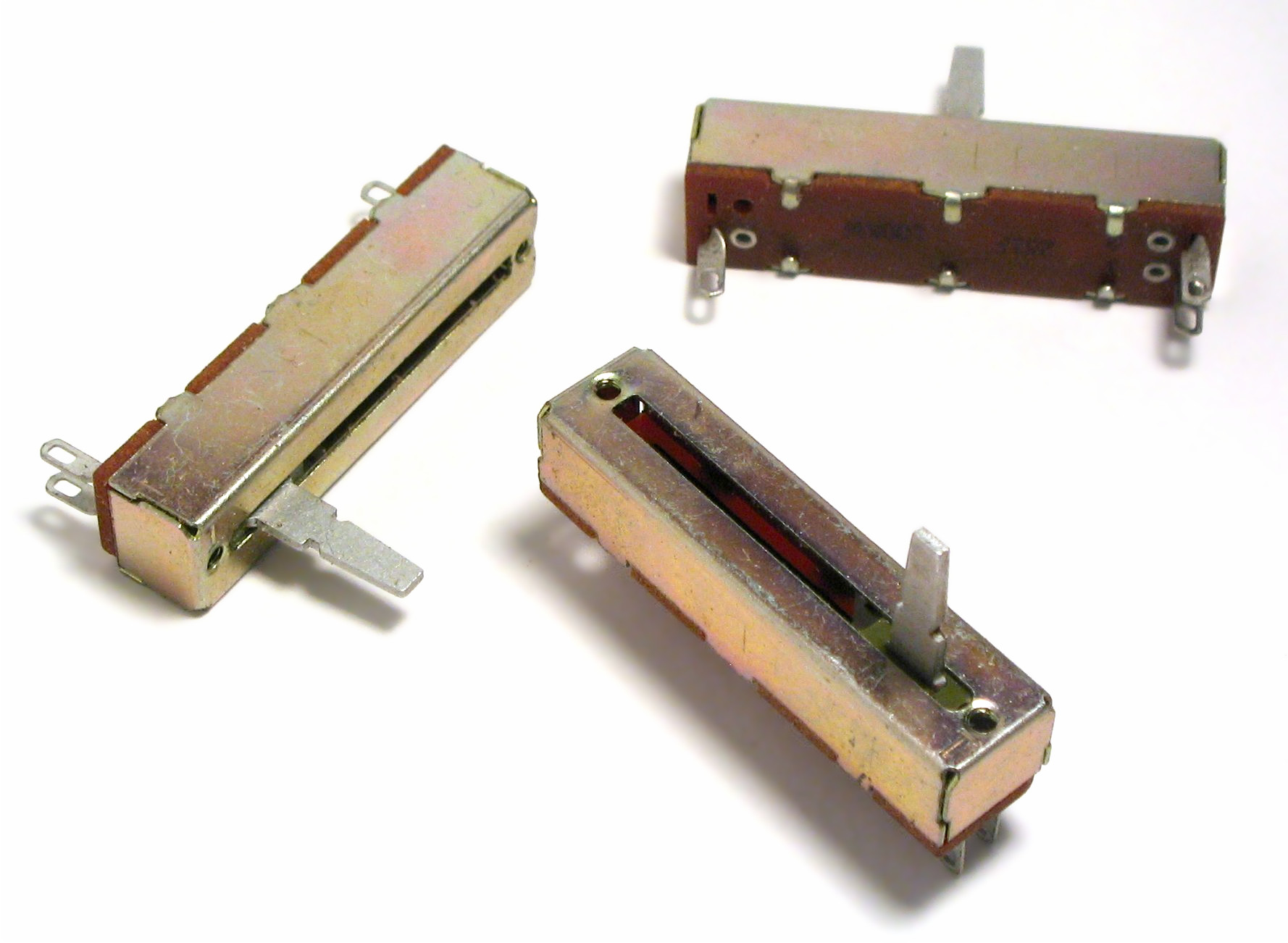
Лінійні потенціометри
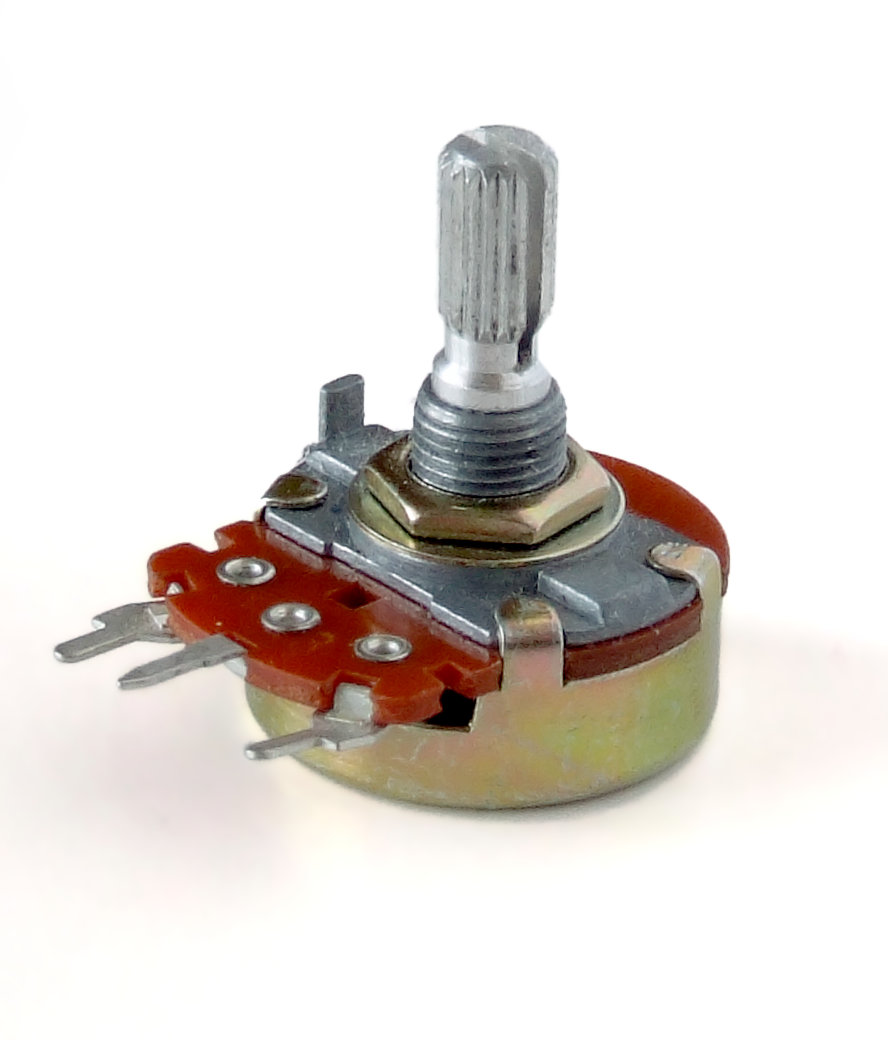
Типовий потенціометр
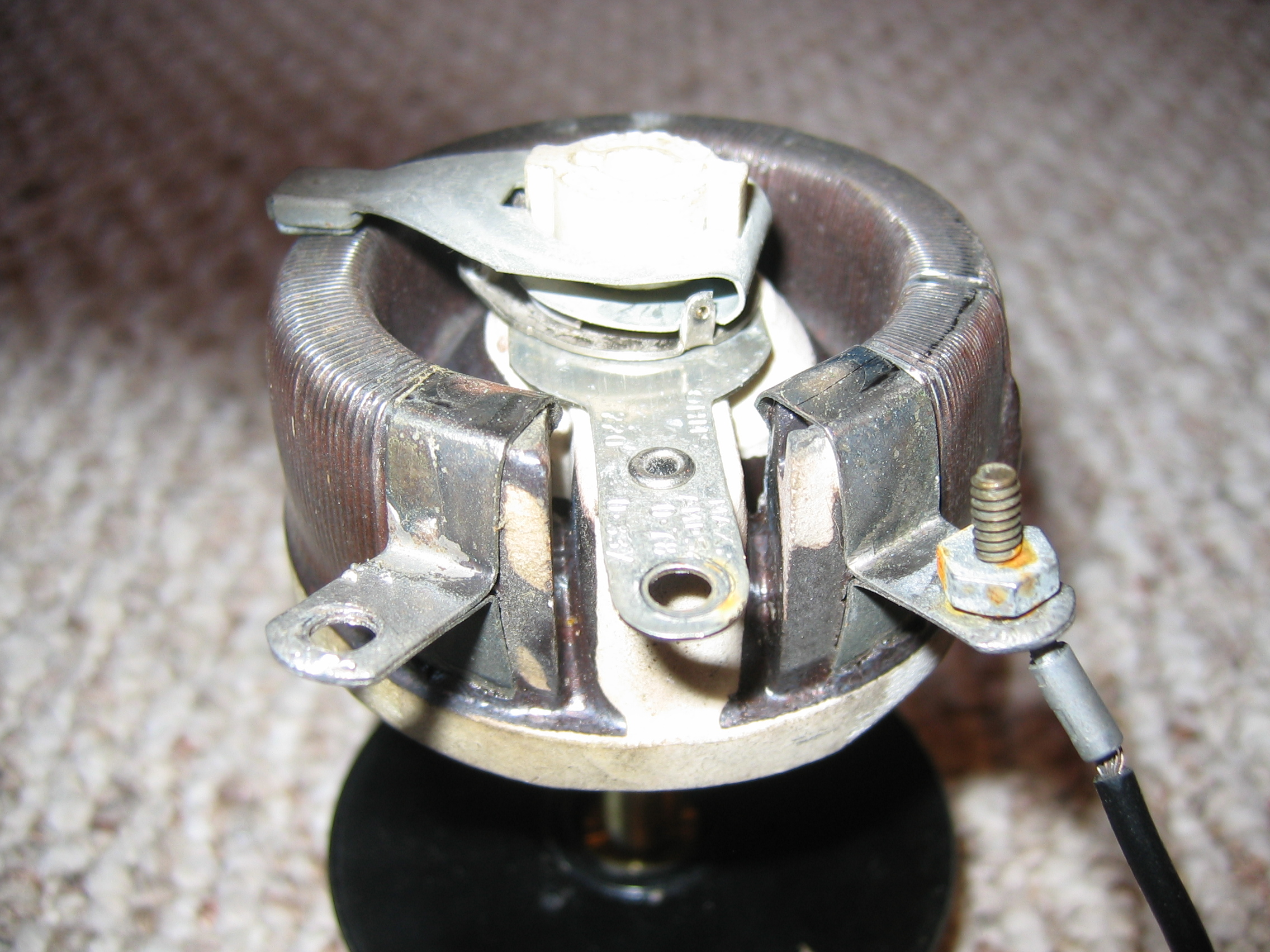
Потужний тороїдальний реостат